# Joseph Verbeeck
Joseph "Jos" Verbeeck, född 6 februari 1957 i Diest i Vlaams-Brabant, är en belgisk före detta travkusk och travtränare. Han har kört hästar som Sea Cove, Dryade des Bois, Abo Volo, Remington Crown, Conway Hall, Abano As, On Track Piraten, Un Mec d'Héripré, Bird Parker och Aubrion du Gers.
Verbeeck är känd för att vara skicklig i sulkyn, men även för att vara en skandalomsusad playboy. Hans största segrar i karriären är Prix d'Amérique (1994, 1997, 1998, 2003) och Elitloppet (1993, 1999). Han har även vunnit stora lopp som Grosser Preis von Deutschland (1996, 2012), Prix de Paris (1996, 1999), Prix de France (1993), Hugo Åbergs Memorial (1993), Åby Stora Pris (1992), Oslo Grand Prix (1992, 1998), Copenhagen Cup (1996), Finlandialoppet  (1998, 2003), Kymi Grand Prix (1998, 2018), Gran Premio Lotteria (1999), Sundsvall Open Trot (1999), Prix de Sélection (2002, 2003), Prix de l'Atlantique (2004, 2013), Grand Prix l’UET (2008) och Harper Hanovers Lopp (2016).

## Biografi
Verbeeck startade sin travkarriär som montéryttare då han var 14 år gammal. Vid 15 års ålder hade han redan tagit 70 segrar i monté. Han började därefter att köra sulkylopp och arbeta hos det belgiska toppstallet Darby Farm. Han startade sin egen träningsverksamhet efter 9 år hos Darby Farm. 1990 bestämde han sig för att lägga ner sin träningsverksamhet, och endast vara verksam som catch driver. Verbeeck blev snabbt en av Europas mest eftertraktade kuskar, inte minst tack vare de många segrar som han tog tillsammans med kanadensiske Sea Cove. I Frankrike vann han Sulky d'or 1995, 1996, 1997 och 1999.
Under 2015 fick Verbeeck sin licens indragen i Frankrike på grund av skattefusk. Han passade istället på att köra på banor utanför Frankrike och besökte bland annat Bodentravet, där han deltog i kuskmatchen Björnkampen.
Den 1 juni 2021 meddelade Verbeeck att han slutar som kusk, då han enligt egen utsago inte gillar att resa länge, samt att resorna, jag gillar inte skiten i media och jag gillar inte strulet som varit i Frankrike (Verbeeck är inte tillåten att köra där på grund av skattemässiga skäl). Det är helt enkelt inte samma  travsportens atmosfär hade förändrats.

### Elitloppet
Verbeeck har till maj 2020 deltagit i 13 upplagor av Elitloppet (1992, 1993, 1995, 1997, 1998, 1999, 2003, 2006, 2007, 2008, 2013, 2019). Han skulle även kört Baron Darby i Elitloppet 1989, samt Sea Cove i Elitloppet 1994, men båda hästarna ströks innan loppet.
| Deltagande i Elitloppets final | Deltagande i Elitloppets final | Deltagande i Elitloppets final | Deltagande i Elitloppets final |
| År                             | Häst                           | Tränare                        | Resultat                       |
| ------------------------------ | ------------------------------ | ------------------------------ | ------------------------------ |
| 1992                           | Sea Cove                       | Joseph Verbeeck                | 3                              |
| 1993                           | Sea Cove                       | Harald Grendel                 | 1                              |
| 1995                           | Abo Volo                       | Paul Viel                      | 3                              |
| 1997                           | Huxtable Hornline              | Anders Lindquist               | 5                              |
| 1999                           | Remington Crown                | Jan Kruithof                   | 1                              |
| 2003                           | Abano As                       | Éric Bondo                     | 4                              |
| 2007                           | Frullino Jet                   | Jerry Riordan                  | oplacerad                      |
| 2008                           | Olga du Biwetz                 | Sébastien Guarato              | oplacerad                      |
| 2013                           | Timoko                         | Richard Westerink              | 3                              |
| 2019                           | Aubrion du Gers                | Jean-Michel Bazire             | 2                              |

## Större segrar i urval
| År   | Lopp                         | Häst            | Tränare               | Grupp   |
| ---- | ---------------------------- | --------------- | --------------------- | ------- |
| 1992 | Gran Premio Continentale     | Campo Ass       | Heinz Wewering        | Grupp 1 |
| 1993 | Elitloppet                   | Sea Cove        | Harald Grendel        | Grupp 1 |
| 1994 | Prix d'Amérique              | Sea Cove        | Harald Grendel        | Grupp 1 |
| 1997 | Prix d'Amérique              | Abo Volo        | Paul Viel             | Grupp 1 |
| 1997 | Gran Premio Palio Dei Comuni | Dryade des Bois | Jean-Baptiste Bossuet | Grupp 1 |
| 1998 | Prix d'Amérique              | Dryade des Bois | Jean-Baptiste Bossuet | Grupp 1 |
| 1999 | Elitloppet                   | Remington Crown | Jan Kruithof          | Grupp 1 |
| 2001 | Critérium des 3 ans          | Kesaco Phedo    | Philippe Allaire      | Grupp 1 |
| 2003 | Prix d'Amérique              | Abano As        | Erik Bondo            | Grupp 1 |
| 2015 | Critérium des 4 ans          | Bird Parker     | Philippe Allaire      | Grupp 1 |
| 2016 | Harper Hanovers Lopp         | Bird Parker     | Philippe Allaire      | Grupp 2 |